# Itinerary Notes of Plants Collected in the Khasyah and Bootan Mountains
Itinerary Notes of Plants Collected in the Khasyah and Bootan Mountains (abreviado Itin. Pl. Khasyah Mts.) es un libro con ilustraciones y descripciones botánicas que fue escrito por el médico, naturalista, explorador, y botánico inglés William Griffith y publicado en Calcuta en el año 1848 con el nombre de Itinerary Notes of Plants Collected in the Khasyah and Bootan Mountains, 1837-38, in Afghanistan and Neighbouring Countries. 1839-41. Arranged by John M'Clelland. 